# Rieden (Suábia)
Rieden é um município da Alemanha, situado no distrito da Algóvia Oriental, no estado da Baviera. Tem 8,41 km² de área, e sua população em 2019 foi estimada em 1 302 habitantes.